# Púng Tra
Púng Tra là một xã thuộc huyện Thuận Châu, tỉnh Sơn La, Việt Nam.
Xã có diện tích 25,64 km², dân số năm 1999 là 2415 người, mật độ dân số đạt 94 người/km².